# Принц Шотоку
Принц Шотоку (јап. 聖 徳 太子, Шотоку Таиши, 7. фебруара 574. - 8. априла 622. године ), познат и као принц Умајадо (厩 戸 皇子, Умајадо но ођи) или принц Камицумија (上 宮 皇子, Камицумиа но ођи), био је легендарни регент и политичар раздобља Асука у Јапану који је служио под царицом Суико. Био је син цара Јомеија и његове супруге, принцезе Анахобе но Хашишито, која је била његова млађа полусестра и његова много старија сестра. Његови родитељи су били рођаци владајућег клана Сога, а такође је био умешан у пораз супарничког клана Мононобе. Примарни извор живота и достигнућа принца Шотокуа потиче из Нихон шокија.
Током узастопних генерација, око лика принца Штокуа настао је привржени култ ради заштите Јапана, царске породице и будизма. Кључне религиозне личности као што су Саићо, Шинран и други тврдили су да надахнуће или визије приписују принцу Шотоку. 

## Културолошка и политичка улога
Према традицији Шотокуа је као регента поставила царица Суико, његова тетка. Штоку, инспирисан Будиним учењима, успео је да успостави централизовану владу током његове владавине. 603. године на суду где  је успоставио дванаестостепенски систем забране и рангирања. Заслужан је за проглашавање Устава са седамнаест чланова. Принц је био жарки будиста и традиционално му се приписује ауторство Сангио Гишо-а или „Примјећени коментари на три сутре“ (Лотус Сутра, Вималакирти Сутра и Срималадеви Симханада Сутра). Први од ових коментара, Хоке Гишо, традиционално датира из 615. године и стога се сматра „првим јапанским текстом“, што заузврат чини Штокуа првим јапанским писцем. Другог дана, Принц је послао гласник изгладњелом човеку, али он је већ био мртав. Након тога, Штоку је био веома ожалошћен и наредио му је сахрану. Касније је Штоку сматрао да тај човек није сасвим обичан човек, и пославши другог гласника, открио је да земља није узнемирена. Приликом отварања гробнице унутра није било тела, а принчева љубичаста одећа лежала је пресавијена на ковчегу.

### Шинтоизам и будизам
Упркос томе што је заслужан за оснивача јапанског будизма, такође се каже да је принц штовао шинто и никада није посетио будистичке храмове без обиласка шинтоистичких светишта. У преписци са царем ЈангСуи, писмо принца садржи најранији познати писани примерак у којем се јапански архипелаг назива изразом "земља излазећег сунца". Цар Суи је послао поруку 605. године у којој је писало да „суверен Суи с поштовањем пита суверена Ва-а“, а Схотоку је одговорио спонзорисањем мисије коју је водио Оно но Имоко 607. године и донео поруку са: суверена земља излазећег сунца (хи изуру токоро) до суверена земље залазећег сунца. " За кога кажу да је сахрањен у Шинаги у провинцији Кавацхи (модерна префектура Осака).

## Наслеђе
По њему су названи бројни институти, попут Универзитета Шотоку Гакуен и припадајућег јуниорског колеџа (оба у Гифу). Први слог његовог имена (聖), може се читати сшо у Го-он-у, а може се читати и у Кан-он-у. Касније читање пронађено је на Универзитету Сеитоку и припадајућем јуниорском факултету (оба у Мацудоу). 

## Имена и титуле
Штоку је познат по неколико наслова, мада је његово право име принц Умајадо (厩 戸 皇子, Умајадо но ођи, буквално „принц  стабилних врата“) јер  је рођен испред штале. Познат је и као Тојотомими (豊 聡 耳) или Камицумијао (上 宮 王). У Кођикију његово име се појављује као Камицумија но Умајадо но Тојотомими но Микото (上 宮 之 厩 戸 豊 聡 耳 命). У Нихон Шокику се поред Умајадо но ођија спомињу још и Тојомимито Шотоку (豊 耳 聡 聖 徳), Тојотомими но Нори но Оками (豊 聡 耳 法 大王) и једноставно Нори но Уши но ноками (法 主 王).Име по коме је данас најпознатији, принц Шотоку, први пут се појавило у Каифусоу, написаном више од 100 година након његове смрти 622. године.

## Спољашне везе
History of royal women
Gifu shotoku university
Encyclopedia britannica